# Жаворонково (Верховажский район)
Жаворонково — деревня в Верховажском районе Вологодской области.
Входит в состав Чушевицкого сельского поселения (с 1 января 2006 года по 8 апреля 2009 года входила в Верхнетерменгское сельское поселение), с точки зрения административно-территориального деления — в Верхнетерменгский сельсовет.
Расстояние до районного центра Верховажья по автодороге — 42,2 км, до центра муниципального образования Чушевиц по прямой — 24 км. Ближайшие населённые пункты — Матвеевская, Великодворская, Терентьевская, Кочеварский Погост.
По переписи 2002 года население — 9 человек.